# Boeing 247
Boeing 247 – dwusilnikowy samolot pasażerski, wolnonośny dolnopłat o metalowej konstrukcji (pierwszy lot 8 lutego 1933). 
Samolot ten był już wyposażony w autopilota, echosondę, radionamiernik oraz specjalne przyrządy do lotów bez widoczności. Innowacjami wprowadzonymi w samolotach tej klasy były: układ dolnopłatu, instalacja przeciwoblodzeniowa, przestawne śmigła oraz chowane podwozie. Łącznie wyprodukowano 75 egzemplarzy. Z powodu podpisania umowy na wyłączność z United Airlines sprzedano stosunkowo niewiele maszyn tego typu.